# Carnota
Carnota è un comune spagnolo di 4 605 abitanti situato nella comunità autonoma della Galizia.